# 쓰레받기

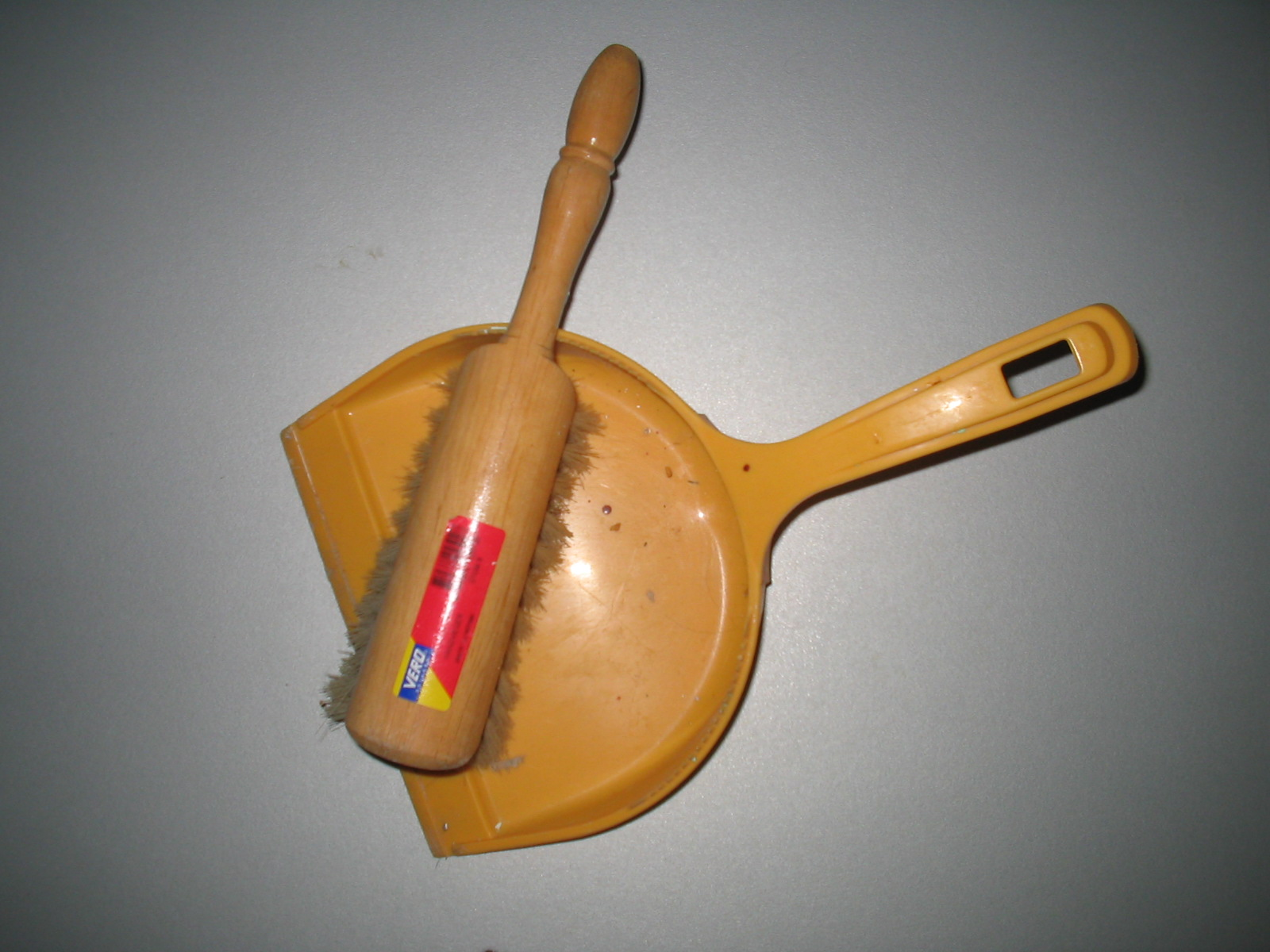
빗자루와 쓰레받기

쓰레받기는 청소할 때 사용하는 도구이다. 쓰레기를 한데 모으는 역할을 한다. 1858년 미국에서 발명되었다.

## 같이 보기
- 비 (도구)